# Geirröd

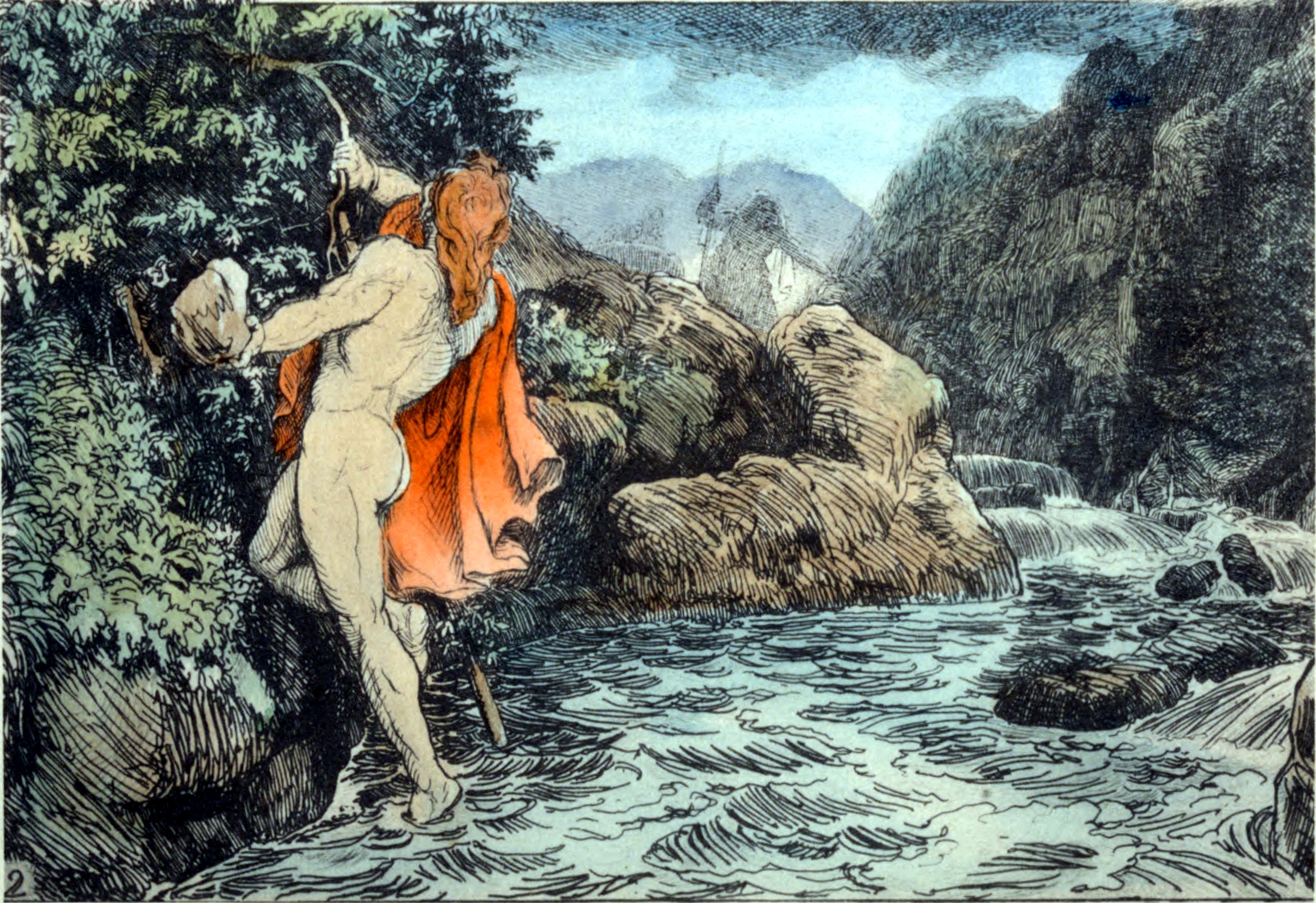
El viaje de Thor a Geirrodsgård. Þórr viaja a Geirröðargarðar como se describe en Þórsdrápa y Snorra-Edda. Está colgado de un serbal mientras se prepara para arrojar una piedra a la giganta río arriba.

En la mitología nórdica, Geirröd (nórdico antiguo: Geirrøðr) era uno de los gigantes y padre de Gjálp y Greip.
Un día Loki se encontraba volando bajo la forma de un águila y fue capturado por Geirröd. Este que odiaba a Thor, le exige a Loki que lleve a su enemigo (sin su cinto mágico y sin su martillo) a su castillo. Loki acepta conducir a Thor a la trampa. En el camino al castillo de Geirröd, Loki y Thor se detienen en la casa de Gríðr, una giganta. Ella espera a que Loki abandone la habitación, luego le cuenta a Thor lo que sucedía y le da sus guantes de hierro y su cinto mágico. Thor mata a Geirröd, y a todos los gigantes de la escarcha que encuentra (incluyendo a Gjalp y Greip, las hijas de Geirrod). Esta historia es relatada en Þórsdrápa, Edda prosaica.
En el Grímnismál, Geirröd es además el nombre de un rey jotun que fue muerto por Odín como castigo por su crueldad.